# Château-des-Prés
Pour les articles homonymes, voir Château (homonymie).
Château-des-Prés est une commune française située dans le département du Jura en région Bourgogne-Franche-Comté. Le 1er janvier 2019, elle devient une commune déléguée de Grande-Rivière Château.

## Histoire
La commune est créée au 1er janvier 2019, la commune fusionne avec Grande-Rivière pour former la commune nouvelle de Grande-Rivière Château actée par un arrêté préfectoral du 13 décembre 2018.

## Politique et administration
| Période    | Période  | Identité           | Étiquette | Qualité  |
| ---------- | -------- | ------------------ | --------- | -------- |
| avant 1988 | ?        | Jean-Noël Vuillet  |           |          |
| mars 2001  | En cours | Catherine Fontanez |           | Ouvrière |

## Nom des habitants
Le gentilé de ses habitants est Châtelands.

## Démographie
L'évolution du nombre d'habitants est connue à travers les recensements de la population effectués dans la commune depuis 1793. Pour les communes de moins de 10 000 habitants, une enquête de recensement portant sur toute la population est réalisée tous les cinq ans, les populations de référence des années intermédiaires étant quant à elles estimées par interpolation ou extrapolation. Pour la commune, le premier recensement exhaustif entrant dans le cadre du nouveau dispositif a été réalisé en 2005.

En 2016, la commune comptait 205 habitants, en évolution de +12,02 % par rapport à 2010 (Jura : −0,81 %, France hors Mayotte : +2,11 %).
| 1793 | 1800 | 1806 | 1821 | 1831 | 1836 | 1841 | 1846 | 1851 |
| ---- | ---- | ---- | ---- | ---- | ---- | ---- | ---- | ---- |
| 320  | 323  | 358  | 368  | 293  | 304  | 301  | 297  | 233  |

| 1856 | 1861 | 1866 | 1872 | 1876 | 1881 | 1886 | 1891 | 1896 |
| ---- | ---- | ---- | ---- | ---- | ---- | ---- | ---- | ---- |
| 201  | 209  | 197  | 180  | 183  | 166  | 178  | 165  | 175  |

| 1901 | 1906 | 1911 | 1921 | 1926 | 1931 | 1936 | 1946 | 1954 |
| ---- | ---- | ---- | ---- | ---- | ---- | ---- | ---- | ---- |
| 175  | 169  | 174  | 166  | 165  | 175  | 156  | 138  | 146  |

| 1962 | 1968 | 1975 | 1982 | 1990 | 1999 | 2005 | 2006 | 2010 |
| ---- | ---- | ---- | ---- | ---- | ---- | ---- | ---- | ---- |
| 162  | 162  | 141  | 168  | 195  | 166  | 172  | 174  | 183  |

| 2015 | 2016 | - | - | - | - | - | - | - |
| ---- | ---- | - | - | - | - | - | - | - |
| 203  | 205  | - | - | - | - | - | - | - |

## Lieux et monuments

### Patrimoine religieux
- Ermitage (XVIIIe siècle), aujourd'hui gîte, sis aux Frasses-en-Haut, au lieu-dit les Frasses, inscrit à l'IGPC depuis 2005[6] ;
- Église Saint-Georges (XIXe siècle), inscrite à l'IGPC depuis 2005[7] ;
- Monument à la Vierge (XIXe siècle), Rue des Lavoirs, inscrit à l'IGPC depuis 2005[8] ;
- Presbytère (XIXe siècle), aujourd'hui maison, Route du Jura, inscrit à l'IGPC depuis 2005[9] ;
- Croix de chemin (XIXe siècle), Rue des Lavoirs, au lieu-dit la Loye, inscrite à l'IGPC depuis 2005[10] ;
- Croix monumentale (XIXe siècle), Rue du Faye-Parcours, au lieu-dit Puy Rouge, inscrite à l'IGPC depuis 2005[11].

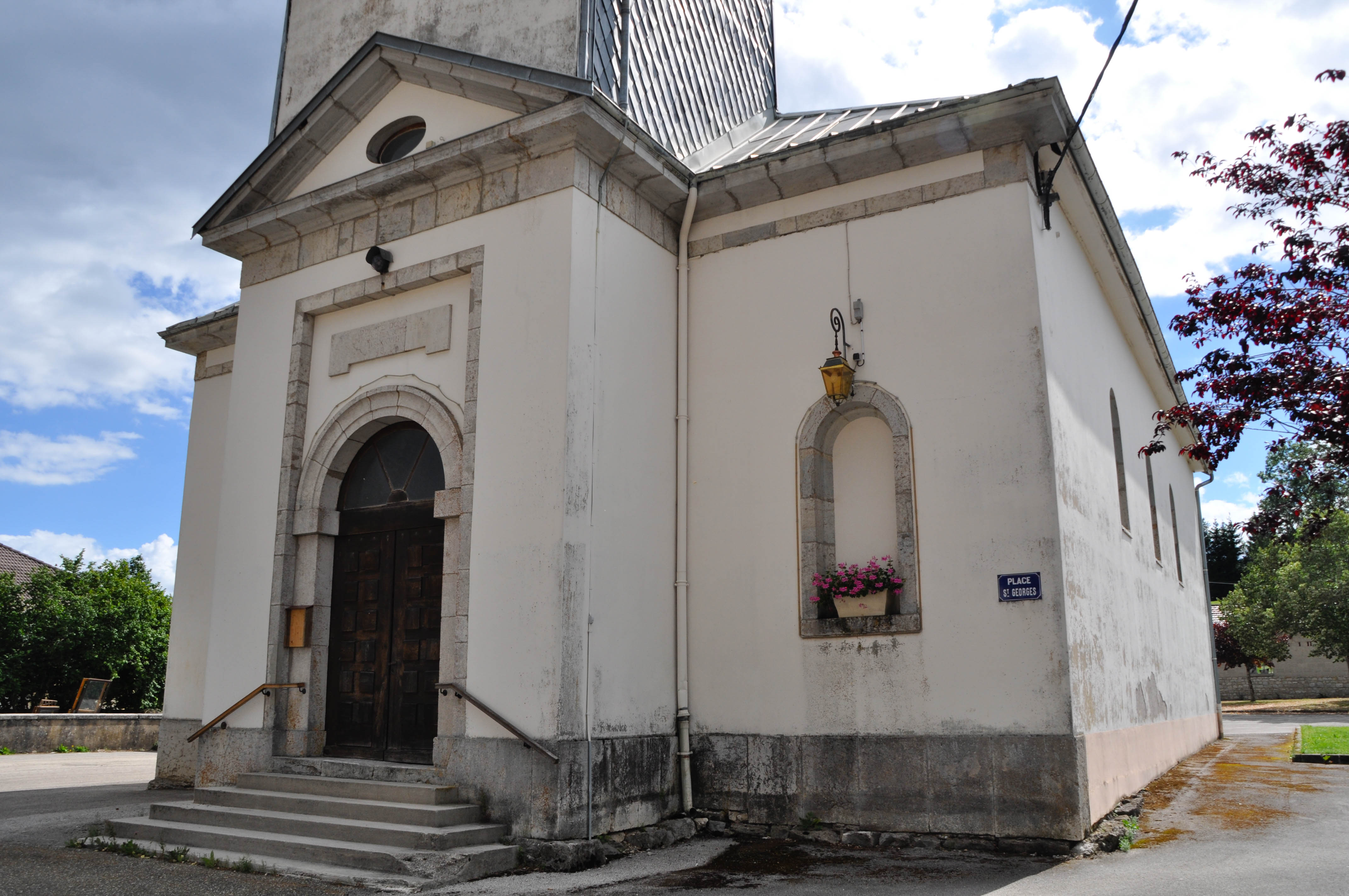
Façade église Saint-Georges à Château des Prés.
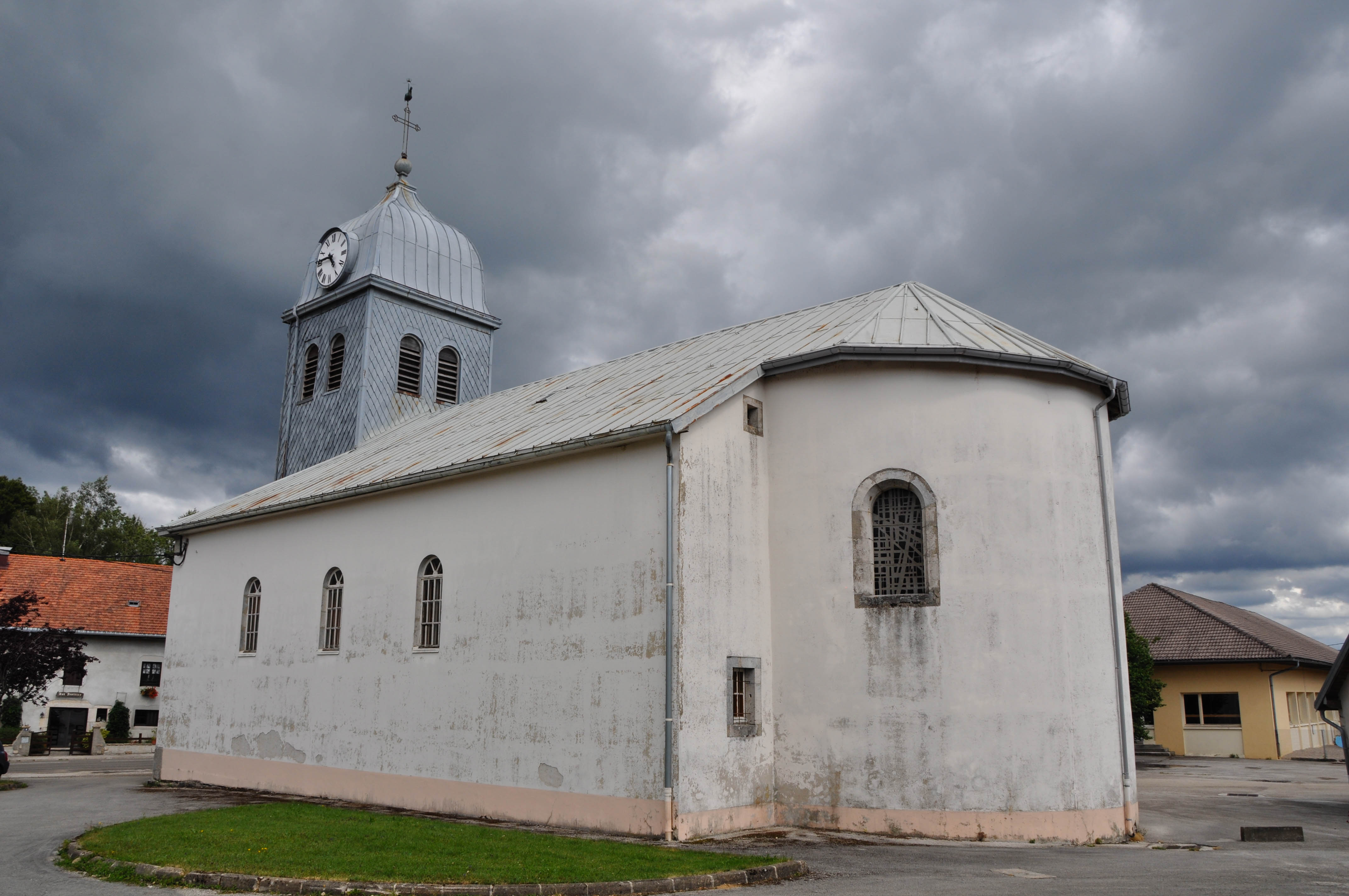
Église Saint-Georges à Château des Prés.

### Patrimoine civil
- Fermes (XVIIIe siècle-XIXe siècle), inscrites à l'IGPC depuis 2005[12],[13],[14],[15],[16],[17] ;
- Borne routière (XIXe siècle), sur la RD 437, au lieu-dit Sous les Queues, inscrite à l'IGPC depuis 2005[18] ;
- Lavoirs (XIXe siècle), Rue des Lavoirs, inscrits à l'IGPC depuis 2005[19],[20] ;
- Fontaine (XXe siècle), Route du Jura, inscrite à l'IGPC depuis 2005[21] ;
- Fromagerie (XXe siècle), inscrite à l'IGPC depuis 1991[22] ;
- Monument aux morts (XXe siècle), Route du Jura, inscrit à l'IGPC depuis 2005[23] ;
- Poste (XXe siècle), aujourd'hui maison, inscrite à l'IGPC depuis 2005[24].

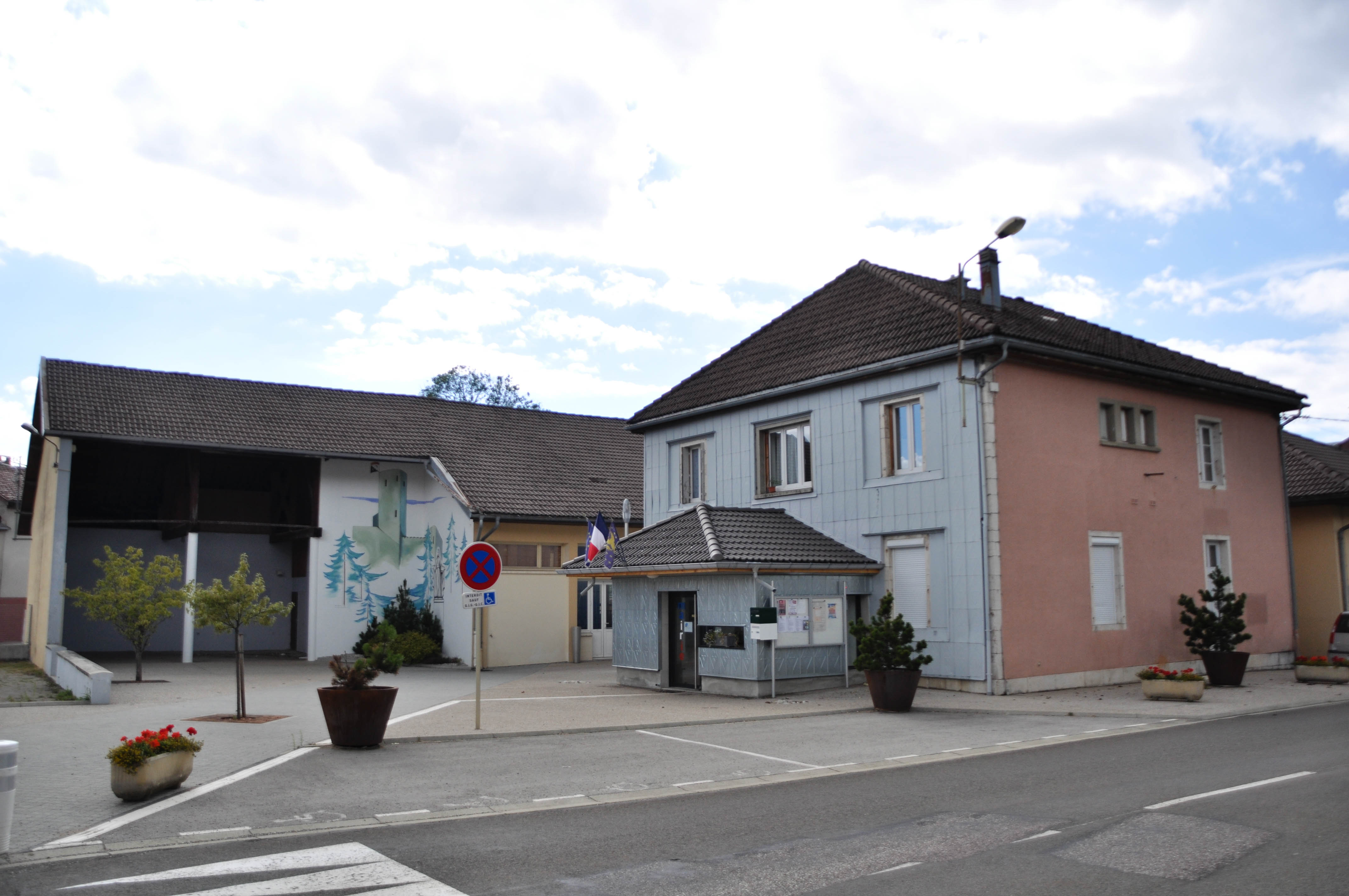
Mairie de Château des Prés
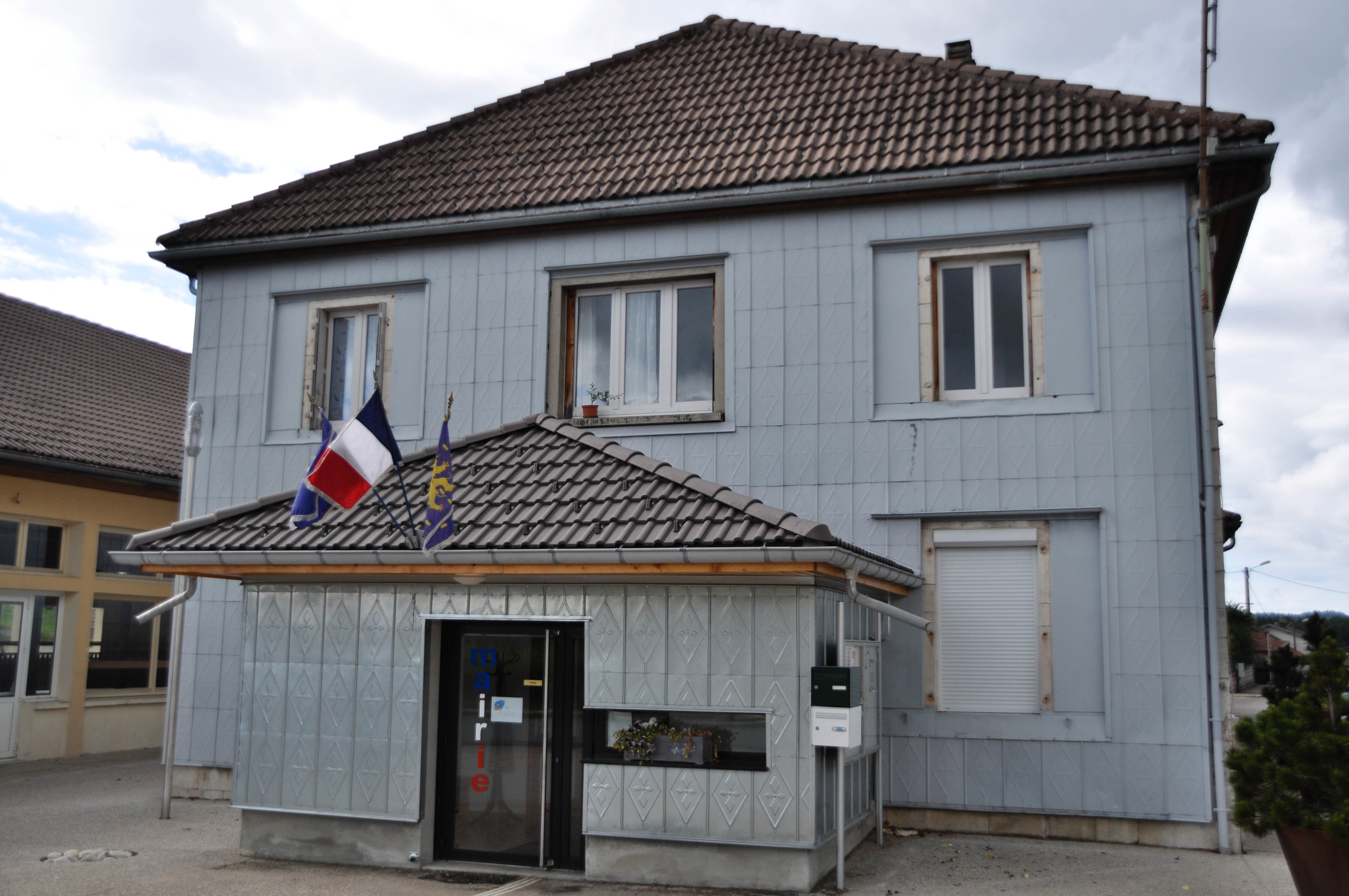
Façade de la mairie